# Diaphania eumeusalis
Diaphania eumeusalis is een vlinder uit de familie van de grasmotten (Crambidae), uit de onderfamilie van de Spilomelinae. De wetenschappelijke naam van deze soort is voor het eerst voorgesteld als Phakellura eumeusalis door Francis Walker in een publicatie uit 1859.
De soort komt voor in Cuba, Venezuela en Brazilië.